# Продължаваме промяната – Демократична България
„Продължаваме промяната – Демократична България“ (ПП – ДБ) е политическа коалиция, създадена през 2023 г. от две коалиции – „Продължаваме промяната“ и „Демократична България“. На 13 февруари 2023 г. те подписват споразумение за общо явяване на парламентарните избори през 2023 г., насрочени на 2 април.
На парламентарните избори през 2023 г. в коалицията участват: „Продължаваме промяната“, „Демократи за силна България“, Движение „Да, България“, „Зелено движение“, „Средна европейска класа“ и „Волт“. От 1 март 2023 г. още две партии се присъединяват към коалицията за изборите – „Обединени земеделци“ и БЗНС (Николай Ненчев).
Изключеният от БСП Явор Божанков се кандидатира за народен представител от ПП – ДБ, като е водач на листата в 7. МИР – Габрово.
На извънредните парламентарни избори за народни представители в XLVIII народно събрание КП „Продължаваме промяната“ получава 20,20% от гласовете, с които си осигурява 53 депутатски места. На изборите, проведени на 2 октомври 2022 г. – шест месеца преди изборите, на които двете партии за пръв път се явяват като коалиционни партньори, коалицията на Христо Иванов (Движение „Да, България!“) и Атанас Атанасов („Демократи за силна България“) взема 6,36% от вота и влиза в XLVIII НС с 20 депутати (с 4 повече от местата, които печели на предишните избори – за XLVII народно събрание). „Зелено движение“, чиито съпредседатели са Владислав Панев и Добромира Костова, е член на „Демократична България“ от самото учредяване на коалицията през 2018 г.
На парламентарните избори през 2023 година ПП – ДБ остава втора с 27% от гласовете. Въпреки това, в опит да се преодолее продължителната политическа криза и да се неутрализира пасивната политика на служебните правителства на президента Румен Радев по отношение на Руско-украинската война, ПП – ДБ се споразумява с ГЕРБ – СДС като е съставено правителството на Николай Денков, в което повечето министри са представители на ПП – ДБ, но разчита на общото мнозинство на двете коалиции в парламента.
На парламентарните избори през юни 2024 година ПП–ДБ претърпява тежко поражение, като получава по-малко от половината от гласовете си на предходните избори. Председателят на „Да, България!“ Христо Иванов подава оставка като председател на партията, на ПП–ДБ и като народен представител. В преговорите за съставяне на правителство, ПП-ДБ обявява, че ще бъде "Конструктивна опозиция,, на правителство съставено от ГЕРБ - СДС и ДПС при първия и втория мандат за съставяне на правителство.
На 3 юли 2024 г. ПП-ДБ гласува против предложеното от ГЕРБ - СДС правителство на малцинство начело с Росен Желязков. В следствие на разцеплението в ДПС между съпредседателя на партията Делян Певски и Ахмед Доган, парламентарната група на ДПС от 47 народни представители се сви на 22. В резултат на това ПП-ДБ става втора сила в парламента. На 22 юли президента Румен Радев дава втория мандат за формиране на кабинет на ПП-ДБ, но само за да бъде върнат след неуспешен опит.
През юни 2025 г. Кирил Петков подава оставка като съпредседател на „Продължаваме промяната“, след като един от районните кметове на партията е обвинен в злоупотреба с обществени поръчки. Като причина за решението си Петков посочва ангажимента на партията към политика на нулева толерантност към корупцията. Той също така призова лидера на ГЕРБ, Бойко Борисов, да подаде оставка.

## Избори

### Парламентарни
| Година        | Избори           | Гласове | %     | Места    |
| ------------- | ---------------- | ------- | ----- | -------- |
| 2023          | Народно събрание | 621 069 | 24,56 | 64 / 240 |
| юни 2024      | Народно събрание | 307 849 | 14,33 | 39 / 240 |
| октомври 2024 | Народно събрание | 346 074 | 14,21 | 36 / 240 |

### Европейски
| Година | Избори        | Гласове | %     | Места  | Места (Обнови Европа) | Места (ЕНП) |
| ------ | ------------- | ------- | ----- | ------ | --------------------- | ----------- |
| 2024   | Европарламент | 290 865 | 14,45 | 3 / 17 | 2 / 5                 | 1 / 6       |

### Местни

#### Кмет на община
| Година | Избори | Община         | % (1-ви тур) | Място (1-ви тур) | % (2-ри тур) | Място (2-ри тур) |
| ------ | ------ | -------------- | ------------ | ---------------- | ------------ | ---------------- |
| 2023   | Кмет   | Благоевград    | 21,75        | 2-ро             | 50,21        | 1-во             |
| 2023   | Кмет   | Пазарджик      | 16,17        | 2-ро             | 53,74        | 1-во             |
| 2023   | Кмет   | Варна          | 21,56        | 2-ро             | 53,06        | 1-во             |
| 2023   | Кмет   | Велико Търново | 20,97        | 2-ро             | 42,30        | 2-ро             |
| 2023   | Кмет   | Столична       | 31,80        | 1-во             | 48,20        | 1-во             |
| 2023   | Кмет   | Пловдив        | 17,90        | 2-ро             | 41,68        | 2-ро             |
| 2023   | Кмет   | Разград        | 23,70        | 1-во             | 42,98        | 2-ро             |
| 2023   | Кмет   | Русе           | 10,79        | 3-то             |              |                  |
| 2023   | Кмет   | Видин          | 12,00        | 3-то             |              |                  |

#### Кмет на кметство
| Година | Избори           | Община      | Кметство   | % (1-ви тур) | Място (1-ви тур) | % (2-ри тур) | Място (2-ри тур) |
| ------ | ---------------- | ----------- | ---------- | ------------ | ---------------- | ------------ | ---------------- |
| 2023   | Кмет на кметство | Благоевград | Българчево | 23,04        | 2-ро             |              |                  |
| 2023   | Кмет на кметство | Пазарджик   | Мокрище    | 16,64        | 3-то             |              |                  |
| 2023   | Кмет на кметство | Силистра    | Йорданово  | 5,23         | 2-ро             |              |                  |
| 2023   | Кмет на кметство | Разград     | Пороище    | 42,70        | 1-во             | 57,89        | 1-во             |
| 2023   | Кмет на кметство | Разград     | Ясеновец   | 33,72        | 2-ро             | 50,77        | 1-во             |
| 2023   | Кмет на кметство | Разград     | Осенец     | 24,44        | 2-ро             | 41,47        | 2-ро             |
| 2023   | Кмет на кметство | Столична    | Чепинци    | 18,44        | 2-ро             |              |                  |
| 2023   | Кмет на кметство | Столична    | Лозен      | 17,48        | 2-ро             |              |                  |
| 2023   | Кмет на кметство | Столична    | Кокаляне   | 17,26        | 2-ро             |              |                  |
| 2023   | Кмет на кметство | Столична    | Бистрица   | 50,45        | 1-во             |              |                  |
| 2023   | Кмет на кметство | Столична    | Житен      | 47,64        | 2-ро             | 54,29        | 1-во             |

#### Кмет на район
| Година | Избори       | Община   | Район       | % (1-ви тур) | Място (1-ви тур) | % (2-ри тур) | Място (2-ри тур) |
| ------ | ------------ | -------- | ----------- | ------------ | ---------------- | ------------ | ---------------- |
| 2023   | Районен кмет | Столична | Лозенец     | 40,77        | 1-во             | 57,06        | 1-во             |
| 2023   | Районен кмет | Столична | Сердика     | 28,25        | 1-во             | 47,62        | 1-во             |
| 2023   | Районен кмет | Столична | Красно село | 34,58        | 1-во             | 56,88        | 1-во             |
| 2023   | Районен кмет | Столична | Люлин       | 23,72        | 1-во             | 52,76        | 1-во             |
| 2023   | Районен кмет | Столична | Младост     | 36,25        | 1-во             | 57,89        | 1-во             |
| 2023   | Районен кмет | Столична | Триадица    | 50,61        | 1-во             |              |                  |
| 2023   | Районен кмет | Столична | Възраждане  | 35,90        | 1-во             | 55,83        | 1-во             |
| 2023   | Районен кмет | Столична | Овча Купел  | 32,71        | 1-во             | 52,59        | 1-во             |
| 2023   | Районен кмет | Столична | Средец      | 53,65        | 1-во             |              |                  |

#### Общински съвет
| Година | Община      | Гласове | %     | Места   |
| ------ | ----------- | ------- | ----- | ------- |
| 2023   | Столична    | 112 087 | 34,33 | 14 / 66 |
| 2023   | Пловдив     | 14 866  | 18,03 | 10 / 51 |
| 2023   | Варна       | 14 438  | 14,64 | 8 / 51  |
| 2023   | Бургас      | 3 877   | 7,71  | 4 / 51  |
| 2023   | Пазарджик   | 2 933   | 9,93  | 4 / 41  |
| 2023   | Благоевград | 2 550   | 7,84  | 3 / 41  |
| 2023   | Разград     | 3 592   | 25,91 | 9 / 33  |
| 2023   | Русе        | 4 161   | 13,05 | 7 / 51  |
| 2023   | Видин       | 1 887   | 12,38 | 4 / 33  |

## Вижте още
- Списък на политическите коалиции в България